# Centrale FS
Centrale FS – stacja przesiadkowa mediolańskiego metra między liniami M2 oraz M3. Znajduje się na piazza Duca d'Aosta, w pobliżu stacji Milano Centrale, w Mediolanie. Stacja M2 zlokalizowana jest pomiędzy przystankami Caiazzo i Gioia, natomiast stacja M3 między przystankami Sondrio oraz Repubblica. Starszą część otwarto w 1970 roku, nowszą - w 1990 roku.